# Ljubomir Vračarević
Ljubomir Vračarević (en langue serbe : Љубомир Врачаревић), ou Ljuba Vračarević, né le 6 mai 1947 à Varaždin, et mort le 18 novembre 2013 à Belgrade, est un professeur d'art martiaux serbe et fondateur de la discipline Real Aikido.

## Formation
Il pratique l'aïkido dès les années 1960 et obtient le grade de ceinture noire 1er dan en 1971. Il fait un premier séjour au Japon en 1978 et rencontre maître Kisshōmaru Ueshiba, fils de maître Morihei Ueshiba. Un autre séjour au Japon en 1993 est l'occasion de sa rencontre avec maître Gozo Shioda qui lui remet un diplôme de son école Yoshinkan.

## Parcours professionnel
Dans les années 1980, il est instructeur pour les officiers de l'Académie militaire de Belgrade. Il participe à la formation des services de sécurité des présidents de divers pays. Il enseigne au sein de la force ALFA, unité d'élite de la fédération de Russie. Il devient en 1997 membre de l’Académie des sciences de Russie en tant qu'académicien des Arts Martiaux.
Parallèlement à son activité de formateur de gardes du corps dans l'école Ljuba Vračarević et à son activité au sein de la WCRA (World Center of Real Aikido), Ljubomir Vračarević anime des séminaires et des stages dans le monde entier. De nombreux clubs et associations se réclament de la discipline qu'il a créée ou s'inspirent de ses techniques.
Ljubomir Vračarević développe plus particulièrement l'enseignement du Real Aikido aux enfants : il enseigne à des écoliers âgés de 5 à 12 ans dans un programme intitulé With play to Master adapté à leurs aptitudes physiques et cognitives. Depuis 2005, la discipline Real Aikido fait partie du programme scolaire officiel en Serbie comme matière facultative. Professeur de sport dans un établissement scolaire de Belgrade, il enseigne également à l'IBSSA (International Bodyguard & Security Association).

## Titres et reconnaissance
Ljubomir Vračarević est membre d'honneur de la MAA (Martial Arts Association), fondateur et président du WCRA (World Centre of Real Aikido) et directeur technique de la Fédération Russe de Real Aikido.
En août 2002, l'USMA (United States Martial Arts Association) décerne à Ljubomir Vračarević le titre de Grand-Maître (Grandmaster), ceinture noire 10e dan-Sōke. Cette distinction internationale fait de lui un membre du Conseil international des grands maîtres (International Martial Arts Headfounders & Grandmasters Council)
Il est à noter que cette nomination n'est pas reconnue par une grande organisation de la discipline aïkido comme le sont par exemple Aikikai et Yoshinkan. Ceci peut s'expliquer par le style combatif de la discipline Real Aikido dont les objectifs pour le combat réel diffèrent de l'esprit traditionnellement transmis par les grandes tendances de l'aïkido.

## Ouvrages
Ljubomir Vračarević est auteur de livres et de vidéos sur le Real Aikido et le self-défense. Ces œuvres sont en langue serbe mais certaines ont été traduites en russe ou en anglais : Defense From knife (Self-défense face à arme blanche), Aikido-Judo, Defense Without Fear (Self-défense sans la peur), Self-defense For Women (Self-défense pour les femmes), I Was Training The Bodyguards (J'ai entraîné des gardes du corps), Real Aikido, From Beginner To Master (Du débutant au Maître).